# Rudolf Schneider (Meteorologe)
Rudolf Schneider (* 3. August 1881 in Dolní Lukavice/Unterlukawitz; † 16. August 1955 in Prag) war tschechischer Astronom, Geophysiker, Astrophysiker, Mathematiker, Klimatologie, Meteorologe, Hochschullehrer, Seismologe, Zeitmessungsspezialist und Wissenschaftsvermittler. Er leitete das Tschechoslowakische Meteorologische Institut, den Vorläufer der späteren tschechischen und slowakischen Hydrometeorologischen Institute, insbes. des Tschechischen hydrometeorologischen Instituts ab dessen Gründung 1919 bis zu seiner Pensionierung 1945. Er machte sich u. a. um den Aufbau des Tschechoslowakischen Flugwetterdienstes verdient.

## Wirken
Geboren als Sohn des Herrschafts- und Kurarztes Julius Erhard Schneider in Dolní Lukavice bei Přeštice in Westböhmen, studierte er nach der Matura am Realgymnasium in Klattau/Klatovy an der Prager Karl-Ferdinands-Universität Physik und Mathematik mit den Fachgebieten Klimatologie und Meteorologie u. a. bei František Augustin promovierte dort 1907 und begann schon im Jahr davor dort als Fachassistent zu arbeiten. 1911 wechselte er nach Wien an die Zentralanstalt für Meteorologie und Geodynamik, wo er bald der seismologischen Abteilung vorstand. 1912 habilitierte er sich als Dozent für Meteorologie, Klimatologie und Geophysik an der Technischen Hochschule Brünn, an der er schon seit 1907 Honorardozent war und 1919 a.o. Professor wurde.
Den Schwerpunkt seiner Lehrtätigkeit verlegte er 1922 an die Karlsuniversität Prag.
Als im Oktober 1918 die Tschechoslowakische Republik entstand, gab Schneider seine Stelle in Wien auf und kehrte auf Dauer nach Prag zurück. 1919 bis 1920 war er der Prager Sternwarte im Karolinum mit der Aufgabe zugeteilt, einen staatlichen Wetterdienst aufzubauen. Nach einem Jahr provisorischer Leitung wurde er 1920 zum ersten Direktor des Tschechoslowakischen meteorologischen Instituts ernannt. Seine Hauptaufgabe in der Anfangszeit war der Aufbau eines meteorologischen Dienstes für den jungen Staat samt Aufbau eines Flugwetterdienstes. Er machte sich um die Errichtung, die Ausstattung und den Betrieb eines Netzes von Messstationen verdient.
1931 wurde er Regierungsrat und trug auch regelmäßig im tschechischen Radio Wettervorhersagen und naturwissenschaftliche Informationen vor.
Auch in der Zeit des Protektorats Böhmen und Mähren leitete er weiter des Institut.

## Privatleben
Schneider heiratete 1910 in Prag die gleichaltrige Lehrerin Anna Libus, eine Tochter des Zuckerfabrikanten Vincenc Libus. Sie gebar 1924 die Tochter Helena, die Schauspielerin wurde. Anna starb schon 1926 nach einer Nierenoperation, und Rudolf heiratete bald darauf die 1891 bei Kuttenberg geborene Anna Krulišová, die in Prag als Modistin und im Krieg als Lehrerin gearbeitet hatte. Schneider verstarb mit 74 Jahren, unheilbar erkrankt, am 16. August 1955 in Prag.

## Veröffentlichungen (Auswahl)
- Aneroid. Anleitung für die Regulierung und den Gebrauch des Instruments. Prag: V. Hrdý, 1923. 36 S.
- Hodiny a hodínky. Prag: Jos. Klepešta, knihovna přátel oblohy (Bibliothek der Freunde des Himmels), Bd. II, 1926. 57 S., mit Anhang.
- K třicetiletí Státního meteorologického ústavu (Zum dreißigjährigen Bestehen des Staatlichen Meteorologischen Instituts). Meteorologické zprávy (Meteorologische Nachrichten) 1949, Bd. 3, Nr. 6, S. 89–91.
- Meteorologická služba pro leteckou dopravu. In: Mezinárodní letecká výstava, Ministerium für öffentliche Arbeiten, Prag, 1927
- Meteorologické přístroje a pozorovací methody (Meteorologische Instrumente und Beobachtungsmethoden). Lehrtexte für die Universitäten, Schriften der Karlsuniversität in Prag, 1951.
- Několik osobních vzpomínek na profesora Dr. Stanislava Hanzlíka, in: Hanzlíkův sborník k sedmdesátým narozeninám. Státní meteorologický ústav, Prag, Reihe C, Band VI, 1952, S. 10–12.
- Die gegenwärtige Organisation des meteorologischen Dienstes in der Tschechoslowakei. In: Proceedings of the 1st Congress of Slavic Geographers and Ethnographers in Prague 1924, S. 105 ff.
- O pilotování, in: Letectví, Bd. 4, Nr. 4, 1924, 11 S.
- O výzkumu voloného ozvduší (über die Erforschung der freien Luft). In. Ríše hvězd (Reich der Sterne), Bd. 5, 1924, Hefte Nr. 4 und 5.
- 1954. Pozorujeme počasí (Wir beobachten das Wetter), 1. Auflage 1947, Prag: Orbis. 123 S., 2. Auflage. 2. Auflage: 95 S.
- Pražské studie geofyzikalné VI/1. Prager geophysikalische Studien - Klimatologie der Tschechoslowakischen Republik, zusammengestellt in Tabellen über die Häufigkeitsverteilung der meteorologischen Beobachtungen. Station 1: Prag-Karlov. In: Tschechoslowakische Statistik. Prag: Staatliches Institut für Statistik, Bd. 78, 1931, Reihe XII. 26 S.
- 1953. Předpovídání povětrnosti (Wetterprognostik). 1. Aufl. 1. Auflage, Prag: Kreis, Schriftensammlung der Vereinigung der tschechoslowakischen Mathematiker. 112 S., 2. Aufl. 1928 (Wettervorhersage). 2: 136 S.
- Přesný čas (Die genaue Zeit – Uhren und Taschenuhren). 5. Auflage. Prag: 1956. 112 S. + Anhang.
- Űber die pulsatorischen Oszillationen (mikroseismischen Unruhen) des Erdbodens im Winter 1907/1908. Mitteilungen der Erdbeben - Kommission der kaiserl. Akademie der Wissenschaften in Wien, Nr. 35, 1989.
- Zima (Der Winter) 1928/29, 1929. S. 1–7.
- TRABERT, V., Meteorologie a klimatologie (Meteorologie und Klimatologie) - herausgegeben von Dr. R. Schneider. Prag: Verlag von J. Otta, 1910. 176 S.